# Изабел Сен Мало
Изабел Сен Мало (на испански: Isabel Saint Malo) е панамски политик, настоящ вицепрезидент на Панама от 1 юли 2014 г.

## Биография
Родена е на 27 юли 1968 г. в гр. Панама, Панама.